# Eliéser Guevara
Eliéser Guevara Abrines (26 de agosto de 1997), es un luchador cubano de lucha libre. Consiguió una medalla de bronce en Campeonato Panamericano de 2016.